# Notranjska
Notranjska je područje u Sloveniji koje obuhvaća krško područje na jugozapadu zemlje. Povijesno je, zajedno s Gorenjskom i Dolenjskom, pripadala Kranjskoj.
Postojna je urbano središte kojem gravitira ovo područje. Uz nju važniji su gradovi Idrija, Logatec, Cerknica, Ilirska Bistrica i Pivka. Krško tlo Notranjske sadrži brojne špilje, među kojima se veličinom i ljepotom ističe Postojnska jama.